# Cantone di Arras-3
Il Cantone di Arras-3 è una divisione amministrativa dell'Arrondissement di Arras.
È stato costituito a seguito della riforma approvata con decreto del 24 febbraio 2014, che ha avuto attuazione dopo le elezioni dipartimentali del 2015.

## Composizione
Comprende parte della città di Arras e i 15 comuni di:
- Achicourt
- Agny
- Beaurains
- Boiry-Becquerelle
- Boisleux-au-Mont
- Boisleux-Saint-Marc
- Boyelles
- Guémappe
- Héninel
- Hénin-sur-Cojeul
- Mercatel
- Neuville-Vitasse
- Saint-Martin-sur-Cojeul
- Tilloy-lès-Mofflaines
- Wancourt